# Phật giáo Nguyên thủy

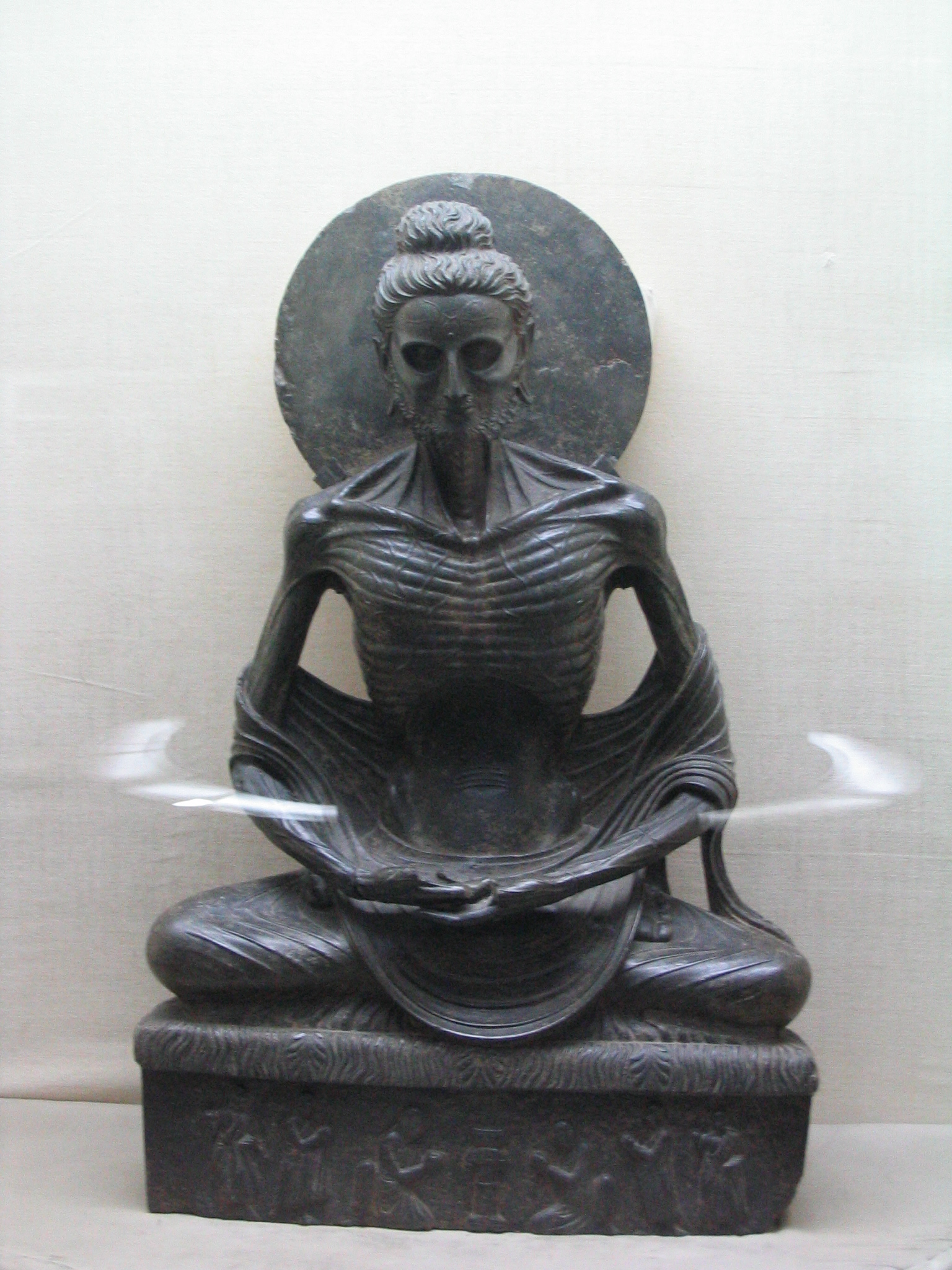
Tượng Thích-ca Mâu-ni tu khổ hạnh theo phong cách Phật giáo Hy Lạp hóa, khoảng thế kỷ thứ 2–3, Gandhara (nay thuộc miền đông Afghanistan), Bảo tàng Lahore, Pakistan.

Phật giáo Nguyên thủy, còn gọi là Phật giáo sơ khai, Phật giáo nguyên khởi, Phật giáo tiền bộ phái, là một khái niệm học thuật để chỉ giai đoạn Phật giáo hình thành ở Ấn Độ, bắt đầu từ khi Thích-ca Mâu-ni giác ngộ và truyền bá giáo pháp, cho đến thời kỳ Tăng đoàn bị phân chia thành những bộ phái riêng rẽ bởi những bất đồng về giới luật.
Khác với truyền thống Phật giáo hầu như quy rằng các tư tưởng Phật giáo được hình thành trong khoảng hơn 40 năm cuối đời của Thích-ca Mâu-ni, các nhà nghiên cứu lại cho rằng đã có sự phát triển nhất định hệ tư tưởng Phật giáo kể từ khi mới hình thành đến khi nó được hệ thống và được ghi lại thành các kinh văn trong Thời kỳ Bộ phái mấy trăm năm sau. Vì vậy, đối với giới học thuật, việc xác định thời kỳ Phật giáo Nguyên thủy không chỉ là xác định một giai đoạn lịch sử ngắn ngủi mà còn là đối tượng nghiên cứu để tìm hiểu về những lời giảng nguyên gốc của người sáng lập ra hệ tư tưởng này.

## Phạm vi
Các truyền thống Phật giáo đều tin mình là được truyền thừa từ những lời dạy nguyên thủy của Đức Phật. Đặc biệt là hệ phái Theravada, luôn cố gắng kết nối hệ phái của mình với những giáo pháp và giới luật của Tăng đoàn nguyên thủy. Từng có một thời gian dài, thuật ngữ "Phật giáo Nguyên thủy" được gán một cách không chính xác cho hệ phái này.
Trong phạm vi học thuật, để tìm hiểu về giai đoạn lịch sử Phật giáo sơ khai, các học giả hiện đại gặp rất nhiều khó khăn trong việc phỏng dựng lại những dữ kiện của thời kỳ này, dựa trên những tài liệu văn bản, đối chiếu với những nghiên cứu về ngữ văn, ngôn ngữ học và khảo cổ học. Các tài liệu chính dùng để khảo cứu, là những kinh văn Phật giáo sơ kỳ, lại được lập văn tự ở giai đoạn khá muộn. Bản thân trong quá trình hình thành, các kinh văn Phật giáo sơ kỳ cũng chịu ít nhiều ảnh hưởng từ các truyền thống tôn giáo khác nhau, cũng như môi trường địa lý và tư tưởng bộ phái. Những điều này đã tác động rất nhiều dẫn đến sự sai khác đáng kể ngay trong các tài liệu này, ảnh hưởng đến các khảo cứu về thời kỳ Phật giáo sơ khai.
Cho đến cuối thế kỷ XIX, các học giả nghiên cứu Phật giáo hiện đại không thống nhất các giai đoạn phân chia lịch sử Phật giáo cũng như việc định danh chúng. Điều này gây nhiều khó khăn và nhầm lẫn trong việc đối chiếu thời kỳ giữa các tài liệu khảo cứu của các học giả khác nhau. Học giả Phật giáo người Anh Thomas William Rhys Davids là người đầu tiên đưa định nghĩa khái niệm "Phật giáo sơ kỳ" trong tác phẩm "Early Buddhism", theo đó xác định giai đoạn sơ kỳ Phật giáo từ sau khi Thích-ca Mâu-ni nhập niết-bàn cho đến cuối triều đại A-dục. Giới nghiên cứu Phật giáo Nhật Bản tiếp tục sử dụng khái niệm này để so sánh với các tác phẩm kinh điển Phật giáo Hán văn. Năm 1910, học giả Anesaki Masaharu (姉崎正治) đã sử dụng thuật ngữ "Phật giáo căn bản" để chỉ giai đoạn từ Phật tại thế đến sơ kỳ phân chia bộ phái. Năm 1924, Kimura Taiken (木村泰賢) giới thiệu thuật ngữ "Phật giáo nguyên thủy", theo đó "nguyên thủy" theo nghĩa rộng, chỉ thời Phật tại thế đến khoảng 100 năm sau khi diệt độ, trước khi phân chia các bộ phái. Ông xác định, nghiên cứu thời kỳ Phật giáo nguyên thủy là để tìm ra những lời giảng thực sự của Đức Phật, chủ trương khảo cứu các thông tin từ bộ kinh văn A-hàm và Luật tạng.
Các học giả nghiên cứu Phật giáo Nhật Bản sau đó như Matsumoto Shiro (松本史朗), Ui Hakuju (宇井伯壽)... cũng sử dụng thuật ngữ "Phật giáo nguyên thủy" và nó trở thành một thuật ngữ trong cộng đồng nghiên cứu Phật giáo Nhật Bản. Nói một cách tổng quát, thuật ngữ này chủ yếu được dùng để chỉ thời kỳ trước khi Tăng đoàn phân chia. Một số khái niệm tương đương được sử dụng:
| Tiếng Việt | Tiếng Anh |
| --- | --- |
| - Phật giáo nguyên thủy - Phật giáo sơ khai - Phật giáo nguyên khởi - Phật giáo sơ thủy - Phật giáo tiền bộ phái - Phật giáo tiền kinh văn - Thời kỳ Phật tại thế | - Primitive Buddhism - Early Buddhism - Original Buddhism - The earliest Buddhism - Pre-sectarian Buddhism - Precanonical Buddhism - The Buddhism of the Buddha himself |

Các học giả Nhật Bản thường gọi Phật giáo giai đoạn tiếp theo giai đoạn này là Thời kỳ Bộ phái.

## Khảo cứu
Mục tiêu của các học giả nghiên cứu Phật giáo nguyên thủy là tìm cách truy tầm nội dung thực sự những lời dạy của Đức Phật Thích-ca. Vì vậy, về niên đại, thời kỳ Phật giáo nguyên thủy được xác định từ thời Phật tại thế cho đến khoảng một trăm năm sau khi Đức Phật nhập Niết-bàn và Tăng đoàn bắt đầu phân chia bộ phái. Theo hầu hết các học giả, sự phân chia bộ phái được ghi nhận đầu tiên đã xảy ra trong giai đoạn khoảng giữa Đại hội kết tập lần thứ hai và Đại hội kết tập lần thứ ba. Sự phân chia đầu tiên được cho là đã hình thành hai bộ phái là Trưởng lão bộ (Sthaviravāda) và Đại chúng bộ (Mahāsāṅghika). Sự phân chia bộ phái vẫn tiếp diễn sau đó, từ 2 bộ phái đầu tiên đã hình thành ra nhiều bộ phái nhỏ, mà theo truyền thống có tất cả 18 bộ phái.
Theo các học giả, Phật giáo nguyên thủy ban đầu xuất hiện như là một trong những phong trào Śramaṇa. Thời Phật tại thế, Ấn Độ bước vào giai đoạn thành thị hóa, cũng là giai đoạn phát triển của các phong trào śramaṇa, xuất hiện nhiều du sĩ bác bỏ thẩm quyền của kinh Vệ-đà và giới tu sĩ Bà-la-môn, chủ trương giải thoát luân hồi thông qua các phương tiện khác nhau, chủ yếu là thực hành khổ hạnh và tu tập theo Pháp. Chính từ những phong trào śramaṇas này đã dẫn đến sự hình thành của nhiều trường phái tôn giáo và triết học khác nhau. Trong đó, trước tiên chính là Phật giáo, kế tiếp là Yoga và một số nhánh của Ấn Độ giáo, Kỳ-na, Ājīvika, Ajñana và Cārvāka... Những khái niệm được xem là đặc trưng của Phật giáo như luân hồi (saṃsāra) và giải thoát (mokṣa) cũng đều xuất hiện trong các nhánh tôn giáo này.
Trái ngược với tuyên bố sau này về sự ổn định về mặt giáo lý, Phật giáo sơ kỳ là một phong trào tôn giáo mới năng động. Phật giáo nguyên thủy khi hình thành có thể đã bao gồm hoặc kết hợp tư tưởng từ các trường phái Śramaṇa khác nhau, cũng như các ý tưởng và phương pháp thực hành của Vệ-đà và Kỳ-na. Một số khái niệm từ phong trào Śramaṇa đã bị các tăng sĩ bảo thủ lược bỏ như Tam thân (sa. त्रिकाय, trikāya), Thức (sa. विज्ञान，vijñāna), Pháp cúng (sa. पूजा, pūjā)..., nhưng được phái cấp tiến bảo tồn.

### Cái chết, sự tái sinh, nghiệp và linh hồn
Cái chết là một chủ đề quan trọng của mọi tôn giáo trên thế giới. Theo Tilmann Vetter, mục đích ban đầu của vị tu sĩ trẻ Tất-đạt-đa Cồ-đàm là kiếm tìm "sự vô tử" (sa. अमृत, amṛta). Theo Edward Conze, Đức Phật xem cái chết như là một "sự bất ổn trong cuộc sống chúng ta", một lỗi có thể khắc phục được. Đức Phật nhìn thấy cái chết do một thế lực tà ác mang đến bởi Ma vương Māra (sa. मार), "kẻ đã cám dỗ chúng ta rời khỏi bản thể bất tử thực sự của chúng ta và khiến chúng ta lạc hướng khỏi con đường có thể đưa chúng ta trở lại tự do",. Ngài cũng mô tả "Cảm giác thèm ăn khiến chúng ta bị ràng buộc với vương quốc của Māra. Bằng cách giải thoát những chấp trước của mình, chúng ta vượt ra khỏi cảnh giới của nó, và đạt được giải thoát khỏi saṃsāra, vòng lặp bất tận của cái chết và sự tái sinh".
Các phong trào Śramaṇa đều xem nghiệp (sa. कर्म, karma) là những tư niệm (sa. चेतना, cetanā) khiến con người bị ràng buộc vào saṃsāra. Từ đó, nảy sinh hai quan điểm về sự giải thoát trong các phong trào Śramaṇa. Một là hạn chế bất kỳ tư niệm nào để không sinh ra nghiệp. Hai là xem bản thân thực sự không tham gia vào những hành động dẫn đến đấy. Theo học giả Bruce Matthews, không có sự trình bày thống nhất về nghiệp trong Kinh tạng, cho thấy rất có thể nó ngẫu nhiên giữ một vai trò chính trong tư tưởng sơ khởi của Phật giáo nguyên thủy. Với Lambert Schmithausen, "quan điểm về nghiệp có thể có nguồn gốc ngẫu nhiên trong tư tưởng Phật giáo nguyên thủy". Theo Tilmann Vetter, Đức Phật chỉ khai triển những ý tưởng về nghiệp sau khi Ngài chứng đắc về khái niệm amṛta. Johannes Bronkhorst không đồng ý với những quan điểm trên. Ông cho rằng Đức Phật đã "đưa ra một khái niệm về nghiệp khác biệt đáng kể so với những quan điểm phổ biến vào thời của Ngài". Theo đó, không phải nghiệp là nguyên nhân dẫn đến sự tái sinh, mà chính là từ những tư niệm. Từ đó, Ngài bác bỏ cả hai cách tiếp cận phổ biến trong các phong trào Śramaṇa. Tuy nhiên, những cách tiếp cận này về sau cũng có thể được tìm thấy trong truyền thống Phật giáo, chẳng hạn như trong phương pháp Tứ thiền (sa. रूपध्यान, rūpadhyāna).
Về khái niệm linh hồn trong Phật giáo nguyên thủy, theo Bronkhorst, dẫn theo Frauwallner, Schmithausen và Bhattacharya, có thể là Phật giáo nguyên thủy đã không phủ nhận sự tồn tại của linh hồn.

### Tứ diệu đế và Bát chính đạo
Các truyền thống Phật giáo đều thống nhất xem kinh Chuyển pháp luân là bài giảng đầu tiên của Đức Phật. Nội dung bài kinh đề cập rất rõ ràng những tư tưởng cơ bản của Đức Phật về con đường Trung đạo, giác ngộ được thông qua Thiền định. Từ những tư tưởng cơ bản này, Ngài đã mở rộng khái niệm về Tứ diệu đế và Bát chính đạo, mà về bản chất, nó là sự cô đọng của cả một sự phát triển lâu dài sau đó. Một số học giả tin rằng, những tư tưởng của Đức Phật đã bổ sung những nét đặc sắc cho phong trào phát triển của tôn giáo Ấn Độ bấy giờ, vốn xem thiền quán (sa. विपश्यना, vipaśyanā) như bản chất của giải thoát.
Tuy nhiên, nhiều học giả hiện đại cho rằng mệnh đề về "Tứ diệu đế" thực ra được phát triển muộn hơn so với quan điểm truyền thống. Theo KR Norman, ban đầu chúng thì đơn giản là "Tứ đế". Từ "diệu" hay "thánh" (sa. आर्य, ārya, nghĩa là "cao quý") chỉ được thêm vào sau này. Carol Anderson, dẫn theo theo Lambert Schmithausen và KR Norman, lưu ý Tứ diệu đế thực sự không được mô tả trong các đoạn quan trọng trong kinh điển. Bà cho rằng Tứ diệu đế ban đầu có lẽ không phải là một phần sớm nhất của Phật giáo nguyên thủy, nhưng chúng đã nổi lên như một giáo lý trung tâm trong một thời kỳ hơi muộn hơn, còn trước những lần sửa đổi cuối cùng của các giáo luật bộ phái Phật giáo. Chúng có lẽ đã được đưa từ Luật tạng vào Kinh tạng, ban đầu được thêm vào những phần kinh văn nói về Tứ thiền nhằm thay thế cho thuật ngữ Bát-nhã, rồi từ đó được bổ sung vào những câu chuyện tiểu sử của Đức Phật.
Theo cả Bronkhorst và Anderson, Tứ diệu đế đã trở thành sự thay thế cho Bát-nhã trong các bài kinh, vốn được nêu trước đó cùng với Tứ thiền. Theo Bronkhorst, Tứ diệu đế có thể đã không được hình thành trong thời kỳ Phật giáo nguyên thủy, và không được sử dụng trong Phật giáo nguyên thủy như một mô tả về bát-nhã. Tư tưởng của Đức Phật vốn có thể mang tính cá nhân, "được điều chỉnh theo nhu cầu của mỗi người". Từ đó, rất có thể sự thay thế của Tứ diệu đế đối với khái niệm bát-nhã được gây ra bởi ảnh hưởng và áp lực của bối cảnh tôn giáo Ấn Độ rộng lớn hơn, "nơi đã tuyên bố rằng người ta chỉ có thể được giải thoát bằng một số chân lý hoặc kiến thức cao hơn".
Theo học giả Tilmann Vetter, mô tả về tư tưởng Phật giáo ban đầu có thể chỉ đơn giản như thuật ngữ "con đường Trung đạo". Theo thời gian, mô tả ngắn này đã được phát triển, trau chuốt, trở thành những mô tả về Bát chính đạo. Cả Vetter và Bucknell đều lưu ý rằng có thể tìm thấy những mô tả dài hơn về "đạo", được cô đọng trong Bát chánh đạo. Một ví dụ cụ thể cho trường hợp này được dẫn từ Tiểu kinh Ví dụ dấu chân voi (pi. Cūḷahatthipadopama Sutta), như sau:
1. Dhammalsaddhalpabbajja: Một cư sĩ nghe Đức Phật dạy Giáo pháp, phát tâm tin tưởng, và quyết định thọ giới xuất gia;
2. Sila: Vị ấy thực hành các giới luật đạo đức;
3. Indriyasamvara: Vị ấy thực hành thu thúc lục căn;
4. Sati-sampajanna: Vị ấy thực hành chánh niệm và quán niệm thân (kāyānupassanā);
5. Jhana 1: Vị ấy tìm nơi yên tĩnh để thiền định, thanh lọc tâm trí về các triền cái (nīvaraṇā), và đắc Sơ thiền;
6. Jhana 2: Vị ấy đắc Nhị thiền;
7. Jhana 3: Vị ấy đắc Tam thiền;
8. Jhana 4: Vị ấy đắc Tứ thiền;
9. Pubbenivasanussati-nana: Vị ấy nhớ lại nhiều tiền kiếp của mình trong luân hồi;
10. Sattanam cutupapata-nana: Vị ấy nhìn thấu được sự sinh - diệt của chúng sanh;
11. Asavakkhaya-nana: Vị ấy đi đến đoạn tuyệt các lậu hoặc (āsava),[65] và ngộ được Tứ đế;
12. Vimutti: Vị ấy tự thân giải thoát, rằng "Sanh đã tận, phạm hạnh đã thành, việc cần làm đã làm, không có trở lui đời sống này nữa".[66]

### Tứ niệm xứ
Theo Grzegorz Polak, bốn niệm xứ (upassanā) đã bị truyền thống Phật giáo phát triển về sau, kể cả Theravada, hiểu thành bốn nền tảng khác nhau. Theo Polak, bốn upassanā không đề cập đến bốn nền tảng khác nhau, mà là nhận thức về bốn khía cạnh khác nhau của việc nâng cao chánh niệm (sa. सम्यक्स्मृति, samyaksmṛti'):
1. Kāyānupassanā: Quán thân, nhận thức được lục nhập
2. Vedanānupassanā: Quán thọ, suy niệm về cảm giác (sa. वेदना, vedanā), mà hiểu được mối liên hệ giữa các cặp Nội ngoại xứ;
3. Cittānupassanā: Quán tâm, nhận ra các trạng thái tâm thay đổi mà thực hành này dẫn đến;
4. Dhammānupassanā: Quán pháp, hiểu được sự phát triển từ ngũ triền cái đến thất giác chi.

### Thiền
Thiền là một phương pháp thực hành quan trọng trong Phật giáo. Theo Bronkhorst, Thiền là một phát kiến của Phật giáo, trong khi Alexander Wynne lập luận rằng phương pháp Thiền trong Phật giáo vốn được kết hợp từ các phương pháp thực hành của đạo Bà-la-môn, mà trong Bộ kinh, nó được gán cho Alara Kalama và Uddaka Ramaputta. Những thực hành này được ghép nối với chánh niệm (sa. सम्यक्स्मृति, samyaksmṛti) và minh tuệ (sa. विपश्यना, vipaśyanā), đã đưa ra một cách giải thích mới. Kalupahana cho rằng Đức Phật đã "hoàn nguyên các thực hành thiền định" mà Ngài đã học được từ Alara Kalama và Uddaka Ramaputta. Học giả Norman lưu ý rằng "phương cách của Đức Phật để giải thoát [...] là bằng các phương pháp thực hành thiền định". Học giả Gombrich cũng cho rằng một sự phát triển đã diễn ra trong thời kỳ đầu của Phật giáo dẫn đến sự thay đổi trong học thuyết, vốn coi trí huệ (sa. प्रज्ञा, prajñā) là một phương tiện thay thế cho giác ngộ (sa. बोधि, bodhi).
Một vấn đề cốt lõi trong việc nghiên cứu Phật giáo sơ kỳ là mối quan hệ giữa Thiền (sa. ध्यान, Dhyāna) và Tuệ (sa. विपश्यना, Vipaśyanā). Truyền thống Phật giáo đã kết hợp hai truyền thống liên quan đến việc thực hành Thiền. Một truyền thống nhấn mạnh việc đạt được Tuệ giác (gồm cả giác ngộ, trí huệ và kiến tính) là phương tiện để thức tỉnh và giải thoát. Nhưng nó cũng kết hợp các truyền thống yoga, như được phản ánh trong việc sử dụng thiền, vốn bị các kinh văn phủ nhận là không đạt được kết quả cuối cùng của sự giải thoát, đạt đến niết-bàn. Vấn đề này đã được Louis de La Vallee Poussin nêu ra vào năm 1936, trong tài liệu "Musila et Narada: Le Chemin de Nirvana".
Schmithausen cho rằng việc đề cập đến Tứ điệu đế như thành phần cấu thành cốt lõi của "tuệ quán giải thoát", đạt được sau khi thành thạo Thiền hữu sắc (pi. रूपझान, rūpa-jhāna; sa. रूपध्यान, rūpa-dhyāna), là một bổ sung sau này cho các kinh văn như trong Đại kinh Saccaka. Schmithausen cũng ghi nhận ba con đường có thể dẫn đến giải thoát được mô tả trong các kinh văn, được Vetter bổ sung thêm cách thực hành duy nhất của bản thân dhyana, mà ông xem là "thực hành giải thoát" ban đầu:
1. Bản thân Tứ Thiền hữu sắc đã tạo thành phương pháp thực hành giải thoát cốt lõi của Phật giáo nguyên thủy, được xác nhận bởi chính Đức Phật;[77]
2. Nắm vững Tứ Thiền hữu sắc, sau đó đạt được "tuệ giác giải thoát";
3. Nắm vững Tứ Thiền hữu sắc và Tứ Thiền vô sắc (pi. अरूपझान, arūpa-jhāna; sa. अरूपध्यान, arūpa-dhyāna), sau khi đạt được "tuệ giác giải thoát";
4. Tuệ giác sẽ tự mình minh tuệ

Vấn đề này cũng được giải thích bởi một số học giả nổi tiếng, bao gồm Tilman Vetter, Johannes Bronkhorst, và Richard Gombrich.
Theo truyền thống, Thiền thường được mô tả trong các hình thái định, nhất tâm, và vì vậy, các khái niệm Dhyāna và Samādhi (sa. समाधि) thường được gọi thay thế cho nhau, hoặc chung với nhau là "Thiền định". Tuy nhiên, Schmithausen, Vetter và Bronkhorst cho rằng rằng việc đạt được minh tuệ và chánh niệm, vốn là một hoạt động nhận thức, không thể thực hiện được trong tình trạng mọi hoạt động nhận thức đã dừng lại. Theo Richard Gombrich, trình tự của Tứ Thiền hữu sắc mô tả hai trạng thái nhận thức khác nhau, đó là sự tập trung theo sau là sự chú ý sắc bén (quán sát). Theo Alexander Wynne, các khái niệm thể hiện sự khắc sâu của nhận thức, như niệm (pi. sati), tỉnh giác (pi. sampajāno), và xả (pi. upekkhā), được dịch sai hoặc được hiểu là các yếu tố cụ thể của trạng thái thiền định, trong khi chúng chỉ một cách cụ thể để nhận thức các đối tượng cảm giác.. Theo Gombrich, truyền thống sau này đã làm sai lệch ý nghĩa của samādhi bằng cách phân loại chúng như là tinh hoa của loại thiền tập trung, tĩnh lặng, mà bỏ qua yếu tố khác - và thực sự là cao hơn. Theo Vetter và Bronkhorst, bản thân dhyāna đã cấu thành "thực hành giải thoát" ban đầu. Vetter lập luận thêm rằng Bát chánh đạo tạo thành một hệ thống các thực hành chuẩn bị và dẫn đến thực hành dhyāna.
Theo các nhà nghiên cứu, khái niệm Vipassanā (sa. विपश्यना) như là một con đường riêng biệt để giải thoát (tuệ quán giải thoát) là một sự phát triển sau này. Theo Johannes Bronkhorst, Tillman Vetter, và KR Norman,, khái niệm bồ-đề (bodhi) ban đầu không được chỉ rõ. Theo KR Norman, "Chúng ta đã quen với cách dịch "giác ngộ" cho khái niệm bồ-đề, nhưng điều này gây hiểu lầm [...] Không rõ là vị Phật được tỉnh thức vì điều gì, hoặc sự tỉnh thức đến vào thời điểm cụ thể nào". Cũng theo ông, về cơ bản, bồ-đề có thể mang nghĩa là kiến thức đã đạt đến niết-bàn (nibbana), thông qua thực hành dhyāna.
Bronkhorst lưu ý rằng khái niệm Vipassanā đã được phát triển qua thời gian. Ban đầu, nó có thể mơ hồ, thậm chí có những mô tả khác về Vipassanā trong kinh điển Phật giáo. Tầm quan trọng ngày càng tăng của Vipassanā có thể là do các học giả sau này giải thích quá nhiều về thuật ngữ mà Đức Phật sử dụng, hoặc đối với các vấn đề liên quan đến việc thực hành dhyāna, và sự cần thiết phải phát triển một phương pháp dễ dàng hơn. Theo Vetter, nó có thể không hiệu quả bằng dhyāna, và các phương pháp đã được phát triển để làm sâu sắc thêm tác dụng của khái niệm tuệ quán. Tuệ quán cũng được ghép nối với dhyāna, dẫn đến pháp môn Giới (sila) - Định (samadhi) - Tuệ (prajna) nổi tiếng. Theo Vetter, loại dhyāna dự bị này hẳn phải khác với phương pháp thực hành do Đức Phật giới thiệu, sử dụng các pháp biến xứ（pi. कसिण, kasiṇa）để tạo ra một loại "dhyāna nhân tạo hơn", dẫn đến đoạn tuyệt nhận thức và cảm giác. Nó cũng dẫn đến một sự hiểu biết khác về con đường tám nhánh, vì con đường này không kết thúc bằng tuệ quán, mà bắt đầu bằng tuệ quán. Tám nhánh không còn được coi là một sự phát triển tuần tự dẫn đến dhyāna, mà là một tập hợp các pháp thực hành phải được phát triển đồng thời để đạt được tuệ quán.
Theo Alexander Wynne, mục đích cuối cùng của dhyāna là đạt được minh tuệ, và áp dụng trạng thái thiền định vào việc thực hành chánh niệm. Theo Frauwallner, chánh niệm là một phương tiện để ngăn chặn sự phát sinh của tham ái, là kết quả đơn giản từ sự tiếp xúc giữa các giác quan và đối tượng của chúng. Ông cho rằng, đây có thể là ý tưởng ban đầu của Đức Phật. Theo Wynne, sự đặt nặng về chánh niệm này có thể đã dẫn đến sự ủng hộ gia tăng tuệ quán trong việc thực hành dhyāna.
Học giả Rupert Gethin đưa ra quan điểm bác bỏ khái niệm về hai con đường đối lập. Thông qua một nghiên cứu về 37 phẩm bồ-đề (pi. Bodhipakkhiyādhammā), đặc biệt là qua Thất giác chi (pi. satta bojjhaṅgā), ông cho rằng không có sự mâu thuẫn giữa hai khái niệm dhyāna và vipassanā trong Phật giáo nguyên thủy, "trên thực tế hóa ra đó là điều đặc biệt sớm. Quan niệm của Phật giáo về con đường dẫn đến sự chấm dứt đau khổ là nó bao gồm chính xác sự kết hợp của dhyāna và vipassanā". Tỳ-kheo Analayo, một học giả chuyên nghiên cứu kinh văn Phật giáo sơ kỳ, cũng đã phê bình quan điểm rằng có hai quan điểm trái ngược nhau về sự giải thoát trong các nguồn sơ khai (tức dhyāna và vipassanā). Theo Analayo, dhyāna và vipassanā thực sự là hai khía cạnh bổ sung cho nhau của con đường giải thoát. Analayo đề cập đến Damien Keown, người đã viết rằng, đối với Đức Phật, "tồn tại hai kỹ thuật thiền chính xác bởi vì những trở ngại đối với sự giác ngộ là hai mặt, cả đạo đức và trí tuệ." Analayo cũng đề cập đến Collett Cox, người lưu ý rằng có thể mục tiêu của Phật giáo là diệt trừ các lậu hoặc (sa. आस्रव, āśrava), "coi kiến thức và sự tập trung như những phương tiện hợp tác bình đẳng hơn là những mục đích loại trừ lẫn nhau", và quan điểm này cũng được phản ánh trong A-tì-đạt-ma.

### Duyên khởi
Theo truyền thống Phật giáo, Duyên khởi (sa. प्रतीत्यसमुत्पाद, pratītyasamutpāda) và những liên kết của nó, Thập nhị nhân duyên (sa. द्वादशनिदानानि, dvādaśanidānāni) được hiểu là những mô tả về sự phát sinh có điều kiện của tái sinh trong saṃsāra, và kết quả duḥkha (sa. दुःख). Nhiều học giả nghiên cứu Phật giáo đã đặt câu hỏi về tính xác thực của cách giải thích này. Họ cho rằng các "nhân duyên" (sa. निदान, nidāna) chính là mô tả về sự phát sinh của các trạng thái hình thành tinh thần và chính những khái niệm "tôi" và "của tôi" mới là nguồn gốc của khổ đau. Các học giả cũng đã ghi nhận sự mâu thuẫn trong danh sách các nhân duyên và xem đó là sự tổng hợp sau này của một số danh sách cũ hơn tồn tại trước đó. Bốn nhân duyên đầu tiên có thể được xem là một sự phủ nhận về vũ trụ quan của Vệ-đà - Bà-la-môn. Chúng được lồng ghép với một danh sách phân nhánh mô tả sự điều hòa của các quá trình tinh thần, tương tự như ngũ uẩn. Cuối cùng, danh sách phân nhánh này được phát triển thành chuỗi 12 nhân duyên nối kết tuyến tính như ngày nay. Trong khi các nhân duyên có thể được hiểu là mô tả các quá trình dẫn đến tái sinh, về bản chất, nó mô tả sự phát sinh của khái niệm duḥkha như một quá trình tâm lý, không có sự tham gia của bản ngã (sa. आत्मन्, ātman).

### Tam thập thất đạo phẩm
Theo AK Warder, 37 phẩm bồ-đề (pi. bodhipakkhiyā dhammā; sa. bodhipakṣa dharma) là bản tóm tắt những giáo lý cốt lõi, phổ biến cho tất cả các trường phái Phật giáo. Những yếu tố này được tóm tắt trong Kinh Đại-bát Niết-bàn, kể lại những ngày cuối cùng của Đức Phật, trong bài giảng cuối cùng của Đức Phật với đệ tử của Ngài:
| “                       | Này các Tỷ-kheo, nay những pháp do Ta chứng ngộ và giảng dạy cho các Ngươi, các Ngươi phải khéo học hỏi, thực chứng tu tập và truyền rộng để phạm hạnh được trường tồn, vĩnh cửu, vì hạnh phúc cho chúng sanh, vì an lạc cho chúng sanh, vì lòng thương tưởng cho đời, vì lợi ích, vì hạnh phúc, vì an lạc cho loài Trời và loài Người. Này các Tỷ-kheo, thế nào là các pháp do Ta chứng ngộ và giảng dạy, các Ngươi phải khéo học hỏi, thực chứng, tu tập và truyền rộng để cho phạm hạnh được trường tồn, vĩnh cửu, vì hạnh phúc cho chúng sanh, vì an lạc cho chúng sanh, vì lòng thương tưởng cho đời, vì lợi ích, vì hạnh phúc, vì an lạc cho loài Trời và loài Người? Chính là Bốn Niệm xứ, Bốn Chánh cần, Bốn Thần túc, Năm Căn, Năm Lực, Bảy Bồ-đề phần, Tám Thánh đạo phần. Này các Tỷ-kheo, chính những pháp này do Ta chứng ngộ và giảng dạy, mà các Ngươi phải khéo học hỏi, thực chứng, tu tập và truyền rộng để phạm hạnh được trường tồn, vĩnh cửu, vì hạnh phúc cho chúng sanh, vì lòng thương tưởng cho đời, vì lợi ích, vì hạnh phúc, vì an lạc cho loài Trời và loài Người. | ” |
| — Kinh Đại-bát Niết-bàn | |   |

Học giả Alex Wayman đã chỉ trích AK Warder vì đã không trình bày được một bức tranh tổng hợp về Phật giáo nguyên thủy. Tuy nhiên, theo Gethin, các phẩm bồ-đề đã cung cấp chìa khóa để hiểu mối quan hệ giữa các khái niệm Định và Tuệ trong lý thuyết thiền định đầu tiên của Phật giáo, kết hợp việc thực hành thiền với sự phát triển của trí huệ.

### Niết-bàn
Các học giải nghiên cứu Phật giáo hiện đại xem khái niệm Niết-bàn (sa. निर्वाण, nirvāṇa; pi. nibbāna) thuộc một trong hai định nghĩa riêng biệt. Theo đó, Niết-bàn được xem như sự chấm dứt và kết thúc của sự tái sinh (sa. प्रतिसंधि, pratisaṃdhi; pi. paṭisandhi); hoặc được xem là một trạng thái ý thức hoặc địa điểm siêu việt được hướng đến.
Hầu hết các học giả hiện đại như Rupert Gethin, Richard Gombrich và Paul Williams đều cho rằng mục tiêu của Phật giáo nguyên thủy, niết-bàn có ý nghĩa như là 'thổi bay' hoặc 'dập tắt' Tam độc: Tham (sa. राग, rāga) - Sân (sa. द्वेष, dveṣa) - Si (sa. मोह, moha). Điều này biểu thị sự chấm dứt vĩnh viễn của luân hồi và tái sinh. Gethin lưu ý rằng, "đây không phải là một 'sự vật' mà là một sự kiện hoặc trải nghiệm" giúp giải thoát một người khỏi sự tái sinh trong luân hồi. Học giả Gombrich cho rằng phép ẩn dụ 'thổi tắt' ám chỉ những ngọn lửa được giữ bởi các tu sĩ Bà-la-môn, tượng trưng cho sự sống trên thế giới.
Theo Donald Swearer, hành trình đến niết-bàn không phải là một hành trình đến một "thực tại riêng biệt", mà là một hành trình hướng tới sự bình tĩnh, tự tại, không vướng mắc và vô ngã. Thomas Kasulis lưu ý rằng trong các kinh văn sơ kỳ sớm nhất, niết-bàn thường được mô tả bằng những thuật ngữ tiêu cực, bao gồm "đoạn diệt" (sa. निरोध, nirodha), "diệt ái" (sa. तृष्णाक्षय, tṛṣṇākṣaya), "xuất ly" (sa. नैष्काम्य, nekkhamma), "vô si" (sa. अमोह, amoha), và "vô vi" (sa. असंस्कृत, asaṃskṛta). Ông cũng lưu ý rằng có rất ít cuộc thảo luận trong các kinh văn Phật giáo sơ kỳ về bản chất siêu hình của niết-bàn, vì họ dường như cho rằng suy đoán siêu hình là một trở ngại cho mục tiêu. Kasulis còn đề cập đến bài kinh Malunkyaputta, vốn phủ nhận bất kỳ quan điểm nào về sự tồn tại của Đức Phật sau khi Ngài nhập diệt, tất cả các trạng thái (Đức Phật tồn tại sau khi chết, không tồn tại, cả hai hoặc không) đều bị bác bỏ.
| “                         | "...Này Malunkyaputta, đời sống Phạm hạnh không thể nói là tùy thuộc quan điểm "Như Lai có tồn tại sau khi chết". Này Malunkyaputta, đời sống Phạm hạnh không thể nói là tùy thuộc quan điểm "Như Lai không có tồn tại sau khi chết". Này Malunkyaputta, dầu cho có quan điểm "Như Lai có tồn tại sau khi chết" hay dầu cho có quan điểm "Như Lai không có tồn tại sau khi chết," thời vẫn có sanh, có già, có chết, có sầu, bi, khổ, ưu, não mà Ta giảng dạy sự đoạn trừ ngay trong hiện tại. Này Malunkyaputta, đời sống Phạm hạnh không thể nói là tùy thuộc vào quan điểm "Như Lai có tồn tại và không tồn tại sau khi chết". Này Malunkyaputta, đời sống Phạm hạnh không thể nói là tùy thuộc với quan điểm "Như Lai không có tồn tại và không không tồn tại sau khi chết". Này Malunkyaputta, dầu cho có quan điểm "Như Lai có tồn tại và không có tồn tại sau khi chết", hay dầu cho có quan điểm: "Như Lai không có tồn tại và không không tồn tại sau khi chết", thời vẫn có sanh, có già, có chết, có sầu, bi, khổ, ưu, não mà Ta giảng dạy sự đoạn trừ ngay trong hiện tại." ... "...Như Lai có tồn tại sau khi chết" là điều Ta không trả lời. "Như Lai không có tồn tại sau khi chết" là điều Ta không trả lời. "Như Lai có tồn tại và không tồn tại sau khi chết" là điều Ta không trả lời. "Như Lai không có tồn tại và không không tồn tại sau khi chết" là điều Ta không trả lời. Và này Malunkyaputta, vì sao điều ấy Ta không trả lời? Này Malunkyaputta, vì điều ấy không liên hệ đến mục đích, điều ấy không phải là căn bản Phạm hạnh, điều ấy không đưa đến yểm ly, ly tham, đoạn diệt, an tịnh, thắng trí, giác ngộ, Niết-bàn, cho nên điều ấy Ta không trả lời. Và này Malunkyaputta, điều gì Ta trả lời? "Ðây là khổ", này Malunkyaputta là điều Ta trả lời". "Ðây là khổ tập" là điều Ta trả lời. "Ðây là khổ diệt" là điều Ta trả lời. "Ðây là con đường đưa đến khổ diệt" là điều Ta trả lời. Và này Malunkyaputta, vì sao điều ấy Ta trả lời? Này Malunkyaputta, vì điều ấy có liên hệ đến mục đích, điều ấy là căn bản Phạm hạnh, điều ấy đưa đến yểm ly, ly tham, đoạn diệt, an tịnh, thắng trí, giác ngộ, Niết-bàn, vì vậy điều ấy Ta trả lời. Do vậy, này Malunkyaputta, hãy thọ trì là không trả lời những điều Ta không trả lời. Hãy thọ trì là trả lời những điều Ta có trả lời." | ” |
| — Tiểu kinh Malunkyaputta | |   |

Một dẫn chứng khác là đoạn đối đáp giữa Sāriputta với Mahàkotthita về câu hỏi điều gì sẽ xảy ra sau cái chết thể xác của một người đã đạt được niết-bàn. Qua đó, Sāriputta trình bày quan điểm hý luận (pi. papañca) về một vấn đề bất hý luận (pi. appapañcaṃ), mà theo ông, đó một loại tư duy méo mó bị ràng buộc với cái bản ngã.
| “                                   | "..."Thưa Hiền giả, sau khi đoạn diệt, ly tham sáu xúc xứ không có dư tàn, còn có một cái gì khác nữa!", nói vậy là khiến trở thành hý luận một vấn đề không phải hý luận. "Thưa Hiền giả, sau khi đoạn diệt,...không có dư tàn, không có cái gì khác nữa!", nói vậy là khiến trở thành hý luận một vấn đề không phải hý luận. "Thưa Hiền giả, sau khi đoạn diệt,... không có dư tàn, còn có và không còn có một cái gì khác nữa!", nói vậy là khiến trở thành hý luận một vấn đề không phải hý luận. "Thưa Hiền giả, sau khi đoạn diệt,... không có dư tàn, không còn có và không không còn có một cái gì khác nữa !", nói vậy là khiến trở thành hý luận một vấn đề không phải hý luận. Thưa Hiền giả, cho đến khi nào có sự đi đến sáu xúc xứ, cho đến khi ấy có sự đi đến hý luận. Cho đến khi nào có sự đi đến hý luận, cho đến khi ấy có sự đi đến sáu xúc xứ. Thưa Hiền giả, do sự đoạn diệt, ly tham sáu xúc xứ không có dư tàn, hý luận được đoạn diệt, hý luận được chỉ tịnh." | ” |
| — Tăng chi Bộ kinh IV.174 Kotthita. | |   |

Học giả Edward Conze thì cho rằng niết-bàn là một khái niệm Tuyệt đối (sa. परमार्थ, paramārtha) và đưa ra những dẫn chứng trích từ kinh Lục giới và từ Trường Bộ kinh. Chịu ảnh hưởng bởi Schayer, M. Falk lập luận rằng quan điểm của Phật giáo ban đầu về niết-bàn như là một "trú xứ" của prajña, cái mà đấng giác ngộ đạt được. Học giả C. Lindtner cũng đưa ra một quan điểm về "trú xứ" tương tự.
Theo Lindtner, kinh điển Phật giáo thực ra phản đối với quan điểm này, nhưng cũng đồng thời chống lại khuynh hướng chuyên chế trong Kỳ-na giáo và Áo nghĩa thư. Niết-bàn nên được xem như một trạng thái của tâm trí, thay vì một nơi cụ thể. Yếu tố này có thể từng tồn tại trong thời Phật giáo tiền kinh văn cho đến khi lập văn tự, sau đó nó bị lọc ra khỏi các kinh sách bộ phái, và tái xuất hiện trong những tư tưởng của Đại thừa. Cũng theo Lindtner, sự tồn tại của nhiều ý tưởng trái ngược nhau, cũng được phản ánh trong các tác phẩm của Nagarjuna, người đã cố gắng hài hòa những ý tưởng khác nhau này. Điều này khiến Nagarjuna có lập trường "nghịch lý", chẳng hạn liên quan đến niết-bàn, từ chối bất kỳ mô tả tích cực nào. Đề cập đến quan điểm này, Alexander Wynne cho rằng không có bằng chứng nào trong Kinh tạng cho thấy Đức Phật giữ quan điểm này, tốt nhất nó chỉ cho thấy rằng "một số Phật tử ban đầu đã bị ảnh hưởng bởi những người đồng cấp Bà-la-môn của họ". Wynne kết luận rằng Đức Phật đã bác bỏ quan điểm của kinh Vệ-đà và rằng những lời dạy của Ngài thể hiện một sự khác biệt hoàn toàn khỏi những niềm tin bà-la-môn này.

## Các phương pháp nghiên cứu

### Nghiên cứu kinh văn

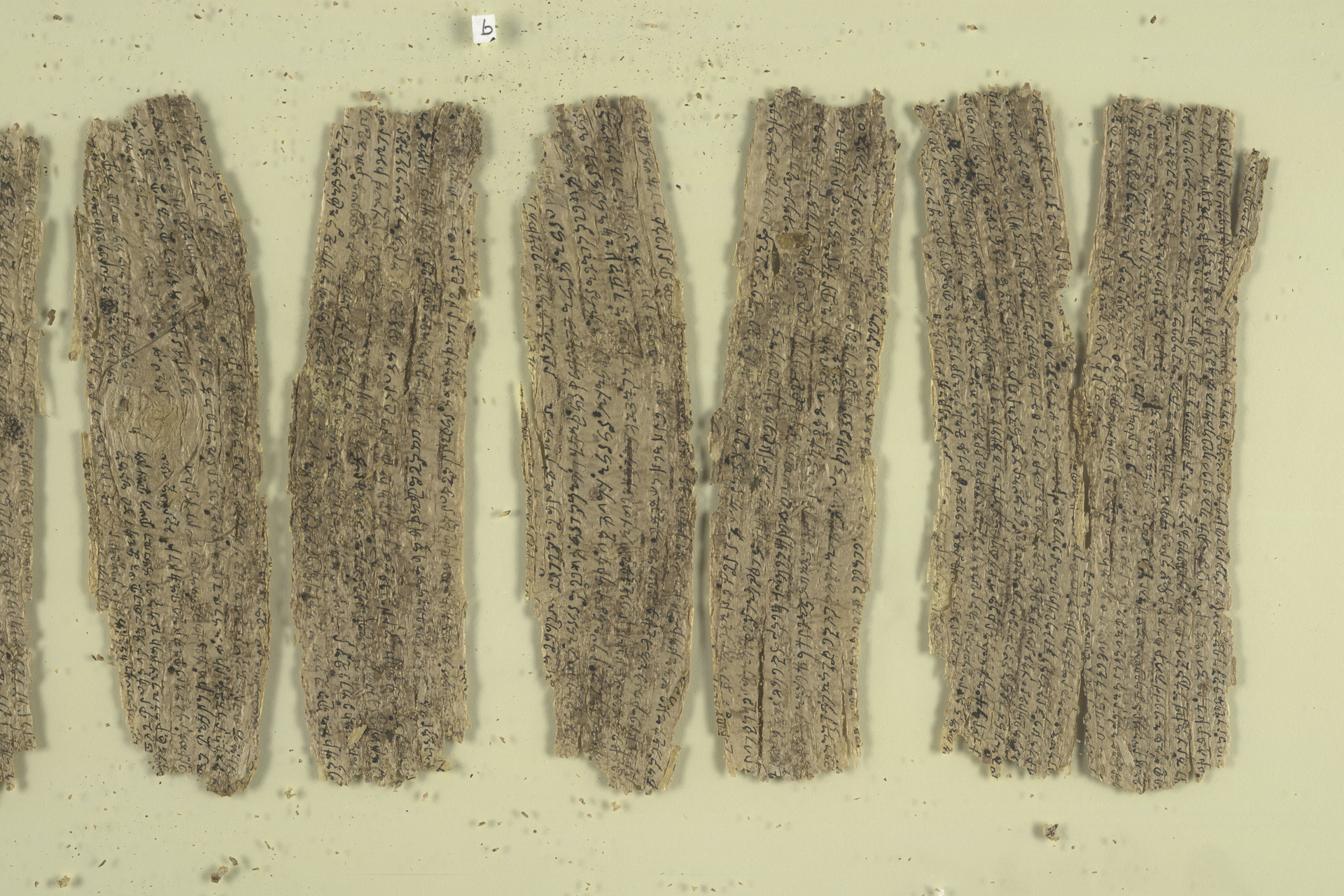
Các đoạn kinh văn trên vỏ cây bạch dương ở Gandhara (khoảng thế kỷ I)

Hầu hết các phỏng dựng thời kỳ Phật giáo nguyên thủy chủ yếu dựa vào các phân tích từ các kinh văn Phật giáo khác nhau hiện còn tồn tại, mà tất cả chúng đều thuộc về những bộ kinh tuyển của các bộ phái. Do, đó chúng chỉ có tính chất tương đối. Phương pháp nghiên cứu kinh văn phổ biến nhất là so sánh các phiên bản kinh văn cổ nhất còn tồn tại của trong hệ kinh điển Pāli của Thượng tọa bộ, những phần kinh văn Phạn ngữ còn sót lại của các bộ phái Nhất thiết hữu bộ, Căn bản Thuyết nhất thiết hữu bộ, Hóa địa bộ, Pháp Tạng bộ và Đại chúng bộ,, các bản kinh A-hàm Hán ngữ và các phần còn sót lại của các kinh điển sơ kỳ khác như các bản kinh rải rác trong Đại tạng kinh Tạng ngữ, các kinh văn Phạn ngữ được phát hiện ở Nepal, các bản kinh văn bằng tiếng Tokhari phát hiện được ở động Đôn Hoàng, các sắc chỉ của Ashoka và các bản kinh chép tay Gandhara phát hiện qua khảo cổ ở Afghanistan...
Phương pháp nghiên cứu so sánh này được khởi đầu vào thế kỷ XIX, khi Samuel Beal xuất bản bản dịch so sánh của phần Giới bổn (pi. pāṭimokkha; sa. prātimokṣa) trong văn hệ Pali của Thượng tọa bộ đối chiếu với bản Hán văn của Pháp Tạng bộ (1859), cho thấy chúng hầu như giống hệt nhau. Ông tiếp túc mở rộng sự so sánh các kinh văn hệ Pali và Hán văn vào năm 1882, và đưa ra dự đoán chính xác rằng "khi các bộ Luật tạng và A-hàm được kiểm tra kỹ lưỡng, tôi có thể nghi ngờ rằng chúng ta sẽ tìm thấy hầu hết nếu không phải là tất cả các bài kinh Pali trong Hán văn". Trong những thập kỷ tiếp theo, nhiều học giả khác nhau tiếp tục đưa ra một loạt các nghiên cứu so sánh, như Anesaki Masaharu, Akanuma Chizen, Ấn Thuận và Thích Minh Châu. Những nghiên cứu này, cũng như công trình gần đây của Tỳ kheo Analayo, Marcus Bingenheimer và Mun-keat Choong, đã chỉ ra rằng nội dung giáo lý cốt yếu của các kinh văn trong Trung Bộ kinh và Tương ưng Bộ kinh (Kinh điển Pali) đối chiếu với Trung A-hàm kinh và Tạp A-hàm kinh (Kinh văn Hán ngữ), hầu hết đều giống nhau, dù "thỉnh thoảng có sự khác biệt về chi tiết".
Tuy nhiên, độ tin cậy về nguồn tài liệu và khả năng rút ra cốt lõi của những giáo lý lâu đời nhất, là một vấn đề tranh cãi. Các kinh văn Phật giáo sơ kỳ xuất hiện khá muộn, lại bị biến đổi nhiều do các ảnh hưởng của khác biệt môi trường địa phương, tôn giáo bản địa và tư tưởng bộ phái. Theo Tillman Vetter, việc so sánh các kinh văn cổ nhất còn tồn tại "không chỉ dễ dàng dẫn đến cốt lõi của giáo lý nguyên thủy". Lý tưởng nhất, chúng dẫn đến nội dung của kinh văn Trưởng lão bộ có niên đại vào khoảng năm 270 trước Công nguyên khi các hoạt động truyền giáo diễn ra dưới sự bảo hộ của triều đại Asoka cũng như những tranh chấp về giáo điều vẫn chưa tạo ra sự chia rẽ trong Tăng-già nguyên thủy.
Theo các nhà nghiên cứu, điều này cũng có thể dẫn đến một số nội dung nguyên thủy đã bị lược bỏ trong các bộ kinh văn của bộ phái hình thành về sau. Cũng theo Vetter, khi những mâu thuẫn vẫn còn tồn tại, các phương pháp khác phải được áp dụng để giải quyết những mâu thuẫn đó. Dựa trên điều này, các học giả như Edward Conze và AK Warder đã lập luận rằng chỉ có những nội dung trong các kinh văn của Trưởng lão bộ và Đại chúng bộ có thể được coi là đáng tin cậy nhất, vì đây là những cộng đoàn riêng biệt đầu tiên khi Tăng đoàn phân chia thành các bộ phái. Vấn đề là có rất ít tài liệu còn sót lại từ Đại chúng bộ. May mắn thay, những phần tài liệu còn sót lại của Đại chúng bộ, chẳng hạn như Giới luật (pratimoksha) và Luật tạng (vinaya), hầu hết phù hợp với các nội dung trong kinh văn của Trưởng lão bộ. Các tài liệu nguồn Đại chúng bộ khác là Đại sự (Mahāvastu) và (có thể) là Đạo cán kinh (Śālistamba Sūtra). Cả hai đều chứa các nội dung được tìm thấy trong kinh điển Thượng tọa bộ.
Một quan điểm gây chấn động giới nghiên cứu Phật giáo truyền thống do các học giả Nhật Bản đưa ra, cho rằng kinh văn Đại thừa không phải lời giảng của Phật Thích-ca (Đại thừa phi Phật thuyết) cũng như nhiều kinh văn Phật giáo Hán ngữ bị xem là ngụy tác. Quan điểm này đã làm giới nghiên cứu Phật giáo Trung Quốc bắt đầu xem xét nghiên cứu lại các kinh điển Hán văn. Theo Lã Trừng (呂澂), Ấn Thuận (印順), kinh văn Pali thực chất là của Phân biệt thuyết bộ, không thể xem là nguồn cung cấp tư liệu tối cổ nhất. Theo Lã Trừng, Tạp A-hàm là căn bản nhất trong 4 bộ A-hàm, cách phân chia sự kiện trong Du-già sư địa luận chính là dựa trên Tạp A-hàm. Đại sư Ấn Thuận cũng đồng ý quan điểm này, đồng thời xác định bổ sung 3 kinh văn trong Cửu bộ kinh là Tu-đa-la (sa. सूत्र, sūtra, Khế kinh), Kỳ-dạ (sa. गेय, geya, Trùng tụng), Hoa-già-la-na (sa. व्याकरण, vyākaraṇa, Ký thuyết) là cổ điển nhất. Sư cũng thừa nhận nội dung của Tạp A-hàm Hán ngữ tương đương với Tương ưng Bộ Pali, cùng là những tài liệu cơ bản nhất trong việc nghiên cứu Phật giáo nguyên thủy, tuy nhiên, chúng không thể nói là chứa đựng những lời dạy nguyên thủy của Đức Phật. Sư cho rằng, bộ Tạp A-hàm Phạn ngữ của Đại chúng bộ là gần với nguyên thủy nhất, nhưng đáng tiếc là nó đã bị thất truyền.

### Nghiên cứu ngôn ngữ học
Một số học giả nghiên cứu Phật giáo chỉ trích phương pháp nghiên cứu kinh văn vì cho rằng phương pháp này quá phụ thuộc vào nguồn kinh văn trong bản thân nguồn này "trong hầu hết các trường hợp thực sự không thể xác định được niên đại và chỉ tồn tại trong các truyền thống kinh văn gần hơn". Chúng đã được "chỉnh sửa rất nhiều" và chỉ nên được xem là tài liệu quy chuẩn chứ không phải tài liệu lịch sử. Họ chủ trương nghiên cứu bằng phương pháp ngôn ngữ học lịch sử, thông qua các bằng chứng của khảo cổ học và minh khắc học để phục dựng lại diện mạo thời kỳ Phật giáo nguyên thủy.
Truyền thống Phật giáo Nam truyền cho rằng tiếng Pali là loại ngôn ngữ Đức Phật đã sử dụng để truyền bá giáo pháp, trong khi truyền thống Phật giáo Bắc truyền lại tin đó là Phạn ngữ. Theo Ui Hakuju, Đức Phật rất có thể đã sử dụng nhiều ngôn ngữ khác nhau để giao tiếp tùy theo tình huống. Khi nói chuyện với người xứ Ma-kiệt-đà, Ngài sử dụng ngôn ngữ Ma-kiệt-đà; đối với những người Bà-la-môn, Ngài sử dụng tiếng Sanskrit (tiếng Phạn cổ). Trong những buổi giảng pháp có đông người tham dự, Ngài sẽ sử dụng loại ngôn ngữ "được đa số sử dụng", và ngôn ngữ này rất có thể là "ngôn ngữ lai" tích hợp nhiều phương ngữ khác nhau. Thông qua việc nghiên cứu các sắc chỉ của Ashoka, các nhà ngôn ngữ học cho rằng ngôn ngữ lai này có thể là một loại tiếng Magadha cổ đã thô tục hóa, không hoàn toàn là tiếng Magadha cổ, và là sự pha trộn của nhiều phương ngữ và các đặc điểm tiếng Phạn cổ. Nó khác với ngôn ngữ hiện nay và cũng khác loại ngôn ngữ sử dụng trong các kinh điển Phật giáo hiện bảo tồn. Ngôn ngữ Magadha ngày nay là sự kế thừa của ngôn ngữ Magadha cổ, nhưng đã có nhiều thay đổi; tiếng Pali và ngôn ngữ Magadha cổ đại có nhiều điểm tương đồng, nhưng nguồn gốc của chúng có thể khác nhau. Theo Quý Tiễn Lâm (季羡林), dựa vào đặc điểm ngôn ngữ học, tiếng Pali nên thuộc về phương ngữ của Tây Ấn cổ đại, khác với tiếng Magadha phổ biến ở phương đông. Tuy vậy, nhiều đặc điểm của ngôn ngữ Magadha cổ được lưu giữ trong ngữ pháp Pali, nên tuyên bố của Quý Tiễn Lâm vẫn chưa trở thành quan điểm chung của giới học thuật. Nỗ lực xây dựng lại ngôn ngữ Magadha thời Phật tại thế đã đạt được kết quả sơ bộ, nhưng vẫn còn một chặng đường dài trước khi tái thiết hoàn chỉnh.

## Niên đại phát triển các truyền thống Phật giáo chính
| Biểu thời gian: Phát triển và truyền bá truyền thống Phật giáo (khoảng từ 450 TCN – 1300 )   |                                |                   |                      |                                                                   |                                                                   |                      |                  |                |                |                |        |  |
|                                                                                              |                                |                   |                      |                                                                   |                                                                   |                      |                  |                |                |                |        |  |
|                                                                                              | 450 TCN                        | 450 TCN           | 250 TCN              | 100                                                               | 100                                                               | 500                  | 500              | 700            | 800            | 800            | 1200   |  |
|                                                                                              |                                |                   |                      |                                                                   |                                                                   |                      |                  |                |                |                |        |  |
| Ấn Độ                                                                                        | Phật giáo Nguyên thủy          |                   |                      |                                                                   |                                                                   |                      |                  |                |                |                |        |  |
| Ấn Độ                                                                                        | Phật giáo Nguyên thủy          | Phật giáo Bộ phái | Phật giáo Bộ phái    | Phật giáo Bộ phái                                                 | Phật giáo Bộ phái                                                 | Đại thừa             | Đại thừa         | Kim cương thừa | Kim cương thừa | Kim cương thừa |        |  |
| Ấn Độ                                                                                        | Phật giáo Nguyên thủy          | Phật giáo Bộ phái | Phật giáo Bộ phái    | Phật giáo Bộ phái                                                 | Phật giáo Bộ phái                                                 |                      |                  |                |                |                |        |  |
| Ấn Độ                                                                                        | Phật giáo Nguyên thủy          |                   |                      |                                                                   |                                                                   |                      |                  |                |                |                |        |  |
| Ấn Độ                                                                                        | Phật giáo Nguyên thủy          |                   |                      |                                                                   |                                                                   |                      |                  |                |                |                |        |  |
|                                                                                              |                                |                   |                      |                                                                   |                                                                   |                      |                  |                |                |                |        |  |
| Sri Lanka & Đông Nam Á                                                                       |                                |                   |                      |                                                                   |                                                                   |                      |                  |                |                |                |        |  |
| Thượng tọa bộ                                                                                |                                |                   |                      |                                                                   |                                                                   |                      |                  |                |                |                |        |  |
|                                                                                              |                                |                   |                      |                                                                   |                                                                   |                      |                  |                |                |                |        |  |
|                                                                                              |                                |                   |                      |                                                                   |                                                                   |                      |                  |                |                |                |        |  |
| Phật giáo Tây Tạng                                                                           |                                |                   |                      |                                                                   |                                                                   |                      |                  | Nyingma        | Nyingma        |                |        |  |
| Phật giáo Tây Tạng                                                                           |                                |                   |                      |                                                                   |                                                                   |                      |                  | Nyingma        | Nyingma        |                |        |  |
| Phật giáo Tây Tạng                                                                           | Kadam                          |                   |                      |                                                                   |                                                                   |                      |                  | Nyingma        | Nyingma        |                |        |  |
| Phật giáo Tây Tạng                                                                           | Kagyu                          |                   |                      |                                                                   |                                                                   |                      |                  | Nyingma        | Nyingma        |                |        |  |
| Phật giáo Tây Tạng                                                                           | Dagpo                          |                   |                      |                                                                   |                                                                   |                      |                  | Nyingma        | Nyingma        |                |        |  |
| Phật giáo Tây Tạng                                                                           | Sakya                          |                   |                      |                                                                   |                                                                   |                      |                  | Nyingma        | Nyingma        |                |        |  |
| Phật giáo Tây Tạng                                                                           | Jonang                         |                   |                      |                                                                   |                                                                   |                      |                  | Nyingma        | Nyingma        |                |        |  |
|                                                                                              |                                |                   |                      |                                                                   |                                                                   |                      |                  |                |                |                |        |  |
| Phật giáo Đông Á                                                                             |                                |                   |                      | Bộ phái (Phật giáo Nam truyền) và Đại thừa (Phật giáo Bắc truyền) | Bộ phái (Phật giáo Nam truyền) và Đại thừa (Phật giáo Bắc truyền) |                      | Tangmi           | Tangmi         | Tangmi         | Tangmi         | Tangmi |  |
| Phật giáo Đông Á                                                                             |                                | Nara (Rokushū)    | Nara (Rokushū)       | Bộ phái (Phật giáo Nam truyền) và Đại thừa (Phật giáo Bắc truyền) | Bộ phái (Phật giáo Nam truyền) và Đại thừa (Phật giáo Bắc truyền) | Shingon              | Shingon          | Shingon        |                |                |        |  |
| Phật giáo Đông Á                                                                             | Chan                           |                   |                      | Bộ phái (Phật giáo Nam truyền) và Đại thừa (Phật giáo Bắc truyền) | Bộ phái (Phật giáo Nam truyền) và Đại thừa (Phật giáo Bắc truyền) |                      |                  |                |                |                |        |  |
| Phật giáo Đông Á                                                                             | Thiền, Seon                    |                   |                      | Bộ phái (Phật giáo Nam truyền) và Đại thừa (Phật giáo Bắc truyền) | Bộ phái (Phật giáo Nam truyền) và Đại thừa (Phật giáo Bắc truyền) |                      |                  |                |                |                |        |  |
| Phật giáo Đông Á                                                                             |                                | Zen               |                      | Bộ phái (Phật giáo Nam truyền) và Đại thừa (Phật giáo Bắc truyền) | Bộ phái (Phật giáo Nam truyền) và Đại thừa (Phật giáo Bắc truyền) |                      |                  |                |                |                |        |  |
| Phật giáo Đông Á                                                                             | Thiên Thai / Tịnh Độ           |                   |                      | Bộ phái (Phật giáo Nam truyền) và Đại thừa (Phật giáo Bắc truyền) | Bộ phái (Phật giáo Nam truyền) và Đại thừa (Phật giáo Bắc truyền) |                      |                  |                |                |                |        |  |
| Phật giáo Đông Á                                                                             | Tendai                         |                   |                      | Bộ phái (Phật giáo Nam truyền) và Đại thừa (Phật giáo Bắc truyền) | Bộ phái (Phật giáo Nam truyền) và Đại thừa (Phật giáo Bắc truyền) |                      |                  |                |                |                |        |  |
| Phật giáo Đông Á                                                                             | Nichiren                       |                   |                      | Bộ phái (Phật giáo Nam truyền) và Đại thừa (Phật giáo Bắc truyền) | Bộ phái (Phật giáo Nam truyền) và Đại thừa (Phật giáo Bắc truyền) |                      |                  |                |                |                |        |  |
| Phật giáo Đông Á                                                                             | Jōdo-shū                       |                   |                      | Bộ phái (Phật giáo Nam truyền) và Đại thừa (Phật giáo Bắc truyền) | Bộ phái (Phật giáo Nam truyền) và Đại thừa (Phật giáo Bắc truyền) |                      |                  |                |                |                |        |  |
|                                                                                              |                                |                   |                      |                                                                   |                                                                   |                      |                  |                |                |                |        |  |
| Trung Á                                                                                      |                                |                   | Phật giáo Hy Lạp hóa | Phật giáo Hy Lạp hóa                                              | Phật giáo Hy Lạp hóa                                              | Phật giáo Hy Lạp hóa |                  |                |                |                |        |  |
| Trung Á                                                                                      |                                |                   |                      |                                                                   |                                                                   |                      |                  |                |                |                |        |  |
| Trung Á                                                                                      | Phật giáo qua Con đường tơ lụa |                   |                      |                                                                   |                                                                   |                      |                  |                |                |                |        |  |
|                                                                                              |                                |                   |                      |                                                                   |                                                                   |                      |                  |                |                |                |        |  |
|                                                                                              | 450 TCN                        | 450 TCN           | 250 TCN              | 100                                                               | 100                                                               | 500                  | 500              | 700            | 800            | 800            | 1200   |  |
| \| \| Chỉ dẫn: \| \| = Thượng tọa bộ \| \| = Đại thừa \| \| = Kim cương thừa \| \| = Khác \| |                                |                   |                      |                                                                   |                                                                   |                      |                  |                |                |                |        |  |
|                                                                                              | Chỉ dẫn:                       |                   | = Thượng tọa bộ      |                                                                   | = Đại thừa                                                        |                      | = Kim cương thừa |                | = Khác         |                |        |  |